# 806
806 (DCCCVI) var ett normalår som började en torsdag i den julianska kalendern.

## Händelser

### April
- 12 april – Nicephorus väljs till patriark av Konstantinopel och efterträder därmed Tarasius på posten.

### Okänt datum
- Heizei efterträder Kammu som kejsare av Japan.
- Hōzen-ji grundas i Wakakusa i japanska Nakakoma.
- Teodulfs palatskapell i Germigny-les-Prés fullbordas.
- Under en kort tid är Dalmatien en del av Frankerriket snarare än Bysantinska riket.
- Saracenerna plundrar Nola i Italien.
- Vikingar dödar alla invånarna på klosterön Iona i Skottland.
- Wulfred blir ärkebiskop av Canterbury.

## Födda
- Ludvig den tyske, kung av Östfrankiska riket 843–876 (född omkring detta eller föregående år)

## Avlidna
- 18 februari – Tarasius, patriark av Konstantinopel
- Kammu, kejsare av Japan (född 737)
- Shunzong, kejsare av Tang